# Konrad Ludwicki
Konrad Ludwicki – (ur. 4 września 1969 w Częstochowie) polski prozaik, eseista, literaturoznawca i globtroter.

## Życiorys
Absolwent kierunku filologia polska (1994) w Wyższej Szkole Pedagogicznej w Częstochowie. Doktorat na Uniwersytecie Śląskim w Katowicach (2001). Pracował jako wykładowca na Uniwersytecie Pedagogicznym w Krakowie, na stanowisku adiunkta w Uniwersytecie Jana  Kochanowskiego w Kielcach. Obecnie jest pracownikiem Uniwersytetu Jana Długosza w Częstochowie. Autor tekstów na temat kultury, filmu i literatury. 
Publikacje m.in. w: "Akancie", "Bulionie", "Gazecie Wyborczej", "Niedziela", "Horyzontach", "Studiach Słowianoznawczych", "Studium", "Studia Historicolitteraria", "Znaj". Członek Związku Literatów Polskich (oddział w Krakowie). Opracował m.in. termin "heteronim".

## Nagrody
- Stypendium artystyczne w dziedzinie literatury (1999)
- Nagroda Rektora Akademii Świętokrzyskiej (2004)
- Nagroda Rektora Uniwersytetu Jana Kochanowskiego w Kielcach (2011)
- Laureat Nagrody w dziedzinie kultury Prezydenta Miasta Częstochowy (2014)

## Książki i publikacje naukowe
- Kino Marka Hłaski, Naukowe Wydawnictwo „Śląsk” Katowice-Warszawa 2004. (ISBN 83-7164-410-8)
- Pisanie jako egzystencja(lizm) – refleksja autotematyczna na marginesie „Księgi niepokoju” Fernanda Pessoi. Wyimki z literatury europejskiej XX wieku, Wydawnictwo Naukowe „Semper”, Warszawa 2011. (ISBN 978-83-7507-147-4)
- W kręgu kultury i literatury wieku XX, Naukowe Wydawnictwo Piotrkowskie, Piotrków Trybunalski, 2012, ISBN 978-83-7726-035-7
- Bóg - Zło - Modlitwa. Wokół "Uwag 1940-1942", Karola Ludwika Konińskiego, Wydawnictwo "Universitas", Kraków 2016. ISBN 978-83-242-3078-5[2]
- O "Notatkach z czasu" Tadeusza Gierymskiego Częstochowa nasze miasto. Wydarzenia, wspomnienia, ludzie. Księga jubileuszowa z okazji 60-lecia działalności Towarzystwa Literackiego im. Adama Mickiewicza Oddział w Częstochowie[3].
- Próba okiełznania „ja” – poglądy Józefa Czapskiego na przykładzie Dzienników Filologia Polska. Roczniki Naukowe Uniwersytetu Zielonogórskiego[4]
- Popularna rozrywka czy ambitna sztuka? Fenomen rocka - rozważania o indywidualności grupy The Beatles. Kulturowy obraz rozrywki
- Obecność miasta, obecność duchowych rozterek - zmagania z (nie) realnością Lizbony w "Księdze niepokoju" Fernanda Pessoi Kulturowy obraz zmysłów
- Wątki maryjne w twórczości mistrzów. ISSN 1507-1669
- W kręgu kultury i literatury wieku XX
- Pisanie jako trawestacja (kolaż, pragnienie, czas). ISSN 1426-7276
- Pragnienie prawdy w ekspresji rockowej - rozważania na temat tekstów rockowych w okresie późnego PRL-u
- Obraz rodziny i ojca w twórczości Brunona Schulza
- Stanisław Wyspiański jako"dramaturg filmowy" (na przykładzie "Wesela") Stanisław Wyspiański - człowiek wszechstronny. Rozprawy z kultury i literaturoznawstwa
- Obrona "kobiety czystej" w ekranizacji "Tess" Thomasa Hardy'ego w reżyserii Romana Polańskiego. ISSN 1426-7276
- Sándor Márai - antropolog, emigrant, humanista (rozważania o istocie pisarstwa Máraiego na przykładzie "Dziennika").  ISSN 1644-1885
- Współczesny komiks polski (nie tylko) dla dzieci i młodzieży i jego ewolucja. Treść, forma, idea.  ISBN 978-966-600-316-7
- Kino jest snem. Poetyka snu w (postmodernistycznym?) kinie Davida Lyncha
- O Schulzu. Egzystencji, erotyzmie i myśli... Repliki i fikcje, Kraków 2022, 978-83-242-3876-7
- Teologia polityczna
- "Nowy Napis"
- Nowe Książki
- "Shulz/Forum"

## Książki prozatorskie
- Fiolet, Wydawnictwo „e-media”, Częstochowa 2001. (ISBN 83-914201-6-7)
- Lakrimma – Wydawnictwo Naukowe „Śląsk” Katowice-Warszawa, 2008 (ISBN 978-83-7164-548-8)
- Ściana i inne miniatury, Wydawnictwo „Nowy Świat”, Warszawa 2011, (ISBN 978-83-7386-757-4)
- "Chrystus w więzieniu. Ostatnie godziny życia ziemskiego", Wydawnictwo "Sumus", Zielonka 2025